# Encarsia americana
Encarsia americana är en stekelart som först beskrevs av Debach och Rose 1981.  Encarsia americana ingår i släktet Encarsia och familjen växtlussteklar. Inga underarter finns listade i Catalogue of Life.